# Amiga
För andra betydelser, se Amiga (olika betydelser).

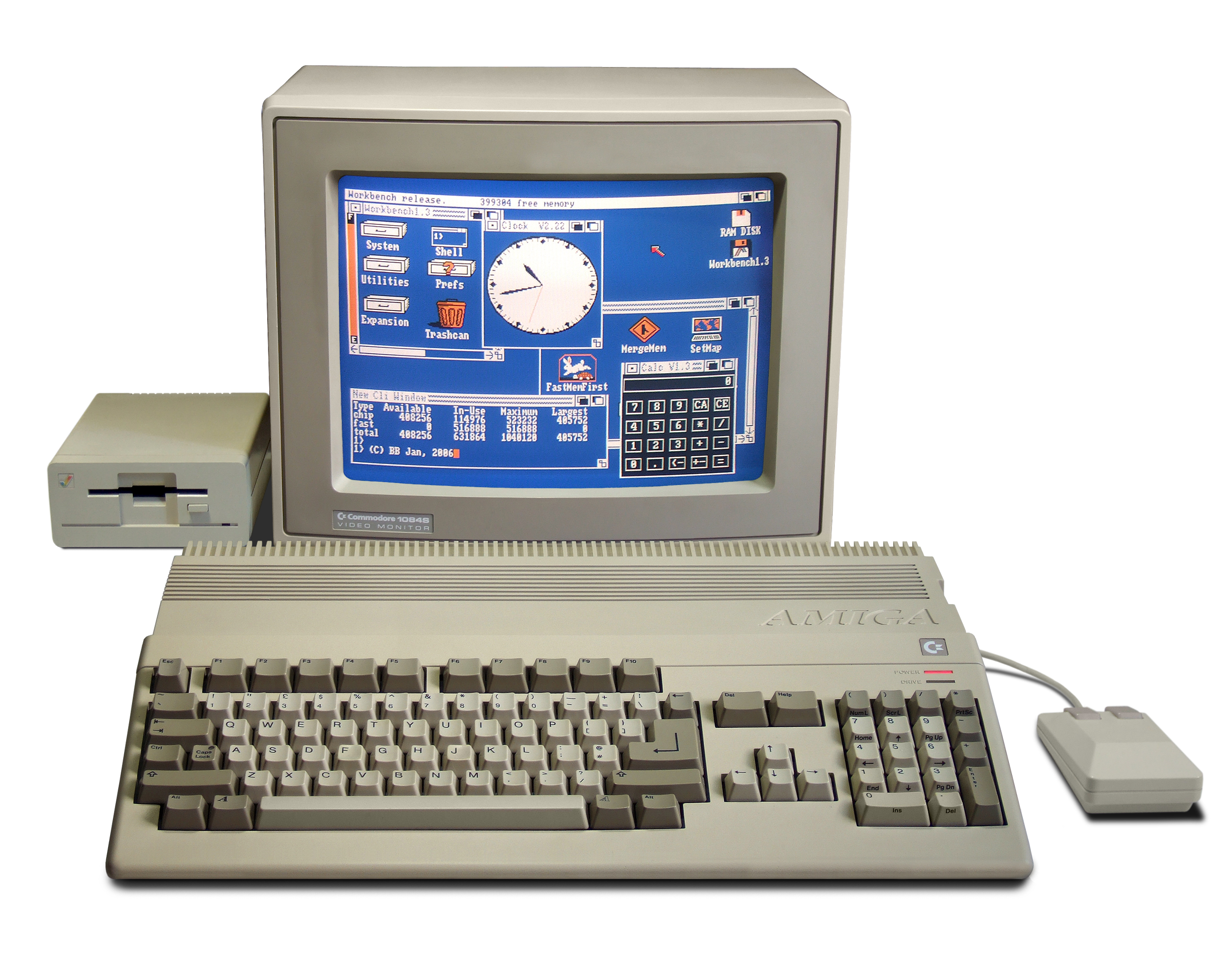
Amiga 500 från 1987

Amiga var en av de mest populära hemdatorerna under andra halvan av 1980-talet och första halvan av 1990-talet. Tekniken utvecklades av företaget Hi-Toro med start 1982 och rättigheterna såldes till Commodore 1984. Idag förvaltas varumärket av det amerikanska företaget Amiga Incorporated medan operativsystemet AmigaOS utvecklas av belgiska Hyperion.

## Teknik
De första modellerna bygger på en arkitektur som använder sig av processorn Motorola 68000, vilket gjorde Atari ST till dess främsta konkurrent på hemdatormarknaden. Processorn kom med tiden att bytas ut mot snabbare modeller. De ursprungliga Amiga-datorerna var från början konstruerade med tanke på att kunna prestera bra grafik och fick därför en rad specialkretsar inbyggda. Extrakretsarna heter Agnus, Paula och Denise. Med hjälp av dessa kretsar kan en stor del av grafik- och ljudhantering skötas utan att datorns processor belastades.

### Chipset
En av styrkorna med Amiga-datorerna är det speciella chipset som finns inbyggt i dem. Det finns tre generationer av dedikerade kretsar som används i Amiga-datorer.
- Original Amiga Chipset Amiga 1000, Amiga 500, Amiga 2000.
- Enhanced Chip Set (1990) Amiga 3000, Amiga 500+, Amiga 600.
- Advanced Graphics Architecture (1992) CD32, Amiga 1200, Amiga 4000.
- Advanced Amiga Architecture användes aldrig i kommersiella sammanhang som en följd av att företaget gick i konkurs strax innan utvecklingen slutförts.

### Operativsystem
En annan av Amiga-datorernas styrkor är det operativsystem som Commodore låtit utveckla för användning till denna serie datorer. AmigaOS bygger på användandet av en mikrokärna och kan köra flera oberoende program samtidigt.

### Minneskarta
```
$000000 - 03FFFF 256K Chip RAM
$040000 - 07FFFF 256K Chip RAM (tillval på Amiga 1000)
$080000 - 0FFFFF 512K Extended Chip RAM
$100000 - 1FFFFF 1024K Extended Chip Ram på datorer med ECS eller AGA
$200000 - 9FFFFF 8MiB Fast RAM
$A00000 - BEFFFF Reserverat
$BFD000 - BFDF00 8520-B (endast jämna adresser)
$BFE001 - BFEF01 8520-A (endast udda adresser)
$C00000 - D7FFFF Slow RAM
$D80000 - DBFFFF Reserverat
$DC0000 - DCFFFF Realtidsklocka
$DD0000 - DFEFFF Reserverat
$DFF000 - DFFFFF Amiga Chipset
$E00000 - E7FFFF Reserverat
$E80000 - E8FFFF Auto-config.
$E90000 - EFFFFF " 2:a Auto-config.
$F00000 - FBFFFF 256K System ROM (Kickstart)
$FC0000 - FFFFFF 256K System ROM
```

## Historik
Amiga grundades år 1982 genom en idé av Jay Miner och Larry Kaplan, som med hjälp av pengar från några tandläkare startade företaget Hi-Toro (som senare bytte namn till Amiga Corporation). Företaget fick fram några produkter och en prototyp av en dator kallad Lorraine innan det blev uppköpt av Commodore år 1984.
- 1985 lanserade Commodore Amiga 1000 och den var då den första persondatorn med multikörning och fönstersystem i färg (AmigaOS). Amiga 1000 var baserad på processorn Motorola 68000, precis som Amiga 2000, Amiga 500, Amiga 600 och CDTV.

- 1987 lanserades Amiga 2000.

- 1987 kom Amiga 500 (A500), där datorn var integrerad med tangentbordet.

- 1990 kom CDTV[förtydliga] som var en Amiga med CD-läsare i ungefär samma stil som Philips CD-i. Försäljningen av CDTV gick dåligt och Commodore började få problem.

- 1991 kom Amiga 500 plus (A500+), en A500 med 1 MiByte RAM och AmigaOS 2.0 (även i ROM-chip). Modellen såldes dåligt på grund av problem med bakåtkompatibilitet med äldre spel/programvara. A500+ försvann efter knappt ett år. I Sverige fanns ett tag samtidigt A500, A500+ och A600 tillgängliga för försäljning. Även Amiga 3000 lanserades detta år.[förtydliga] Detta var en skrivbordsdator baserad på Motorolas CPU 68030 (16 MHz eller 25 MHz) och SCSI-hårddisk. Den var dyrare än de tidigare modellerna (30 000 till 35 000 SEK) och var avsedd för professionella användare.

- 1992 kom Amiga 600 (baserad på Motorola 68000) och Amiga 4000 (baserad på antingen Motorola 68030 eller Motorola 68040). I december 1992 kom Amiga 1200 (baserad på Motorola 68020) som blev en storsäljare.

- 1993 kom Commodore ut med sin andra Amiga med CD-ROM kallad CD32. I princip var det en spelkonsol baserad på Amiga 1200, och Commodore lyckades med att komma ut med den första 32-bitars spelkonsolen. Försäljningen gick bra men drabbades av brist på titlar. Samtidigt sålde företaget ut sitt lager av Amiga-datorer till lägre priser.

- 1994 försattes Commodore slutligen i konkurs och rättigheterna till Amiga flyttas mellan olika företag (bland andra Gateway[förtydliga]) tills de slutligen blev ett eget företag kallat Amiga, Inc. Amiga 1200 och Amiga 4000T tillverkades till och med 1996; dessa modeller känns igen genom att de är märkta med Amiga Technologies istället för Commodore.

- 2001 tecknade Amiga Incorporated avtal med tyska Hyperion om att den senare parten skulle överta utvecklingen av operativsystemet AmigaOS. Företaget jobbar nu som bäst med att lansera AmigaOS 4.0 för PowerPC-processorer. Den nya versionen beskrivs av utvecklaren som "den största och mest omfattande uppdateringen" av AmigaOS någonsin.

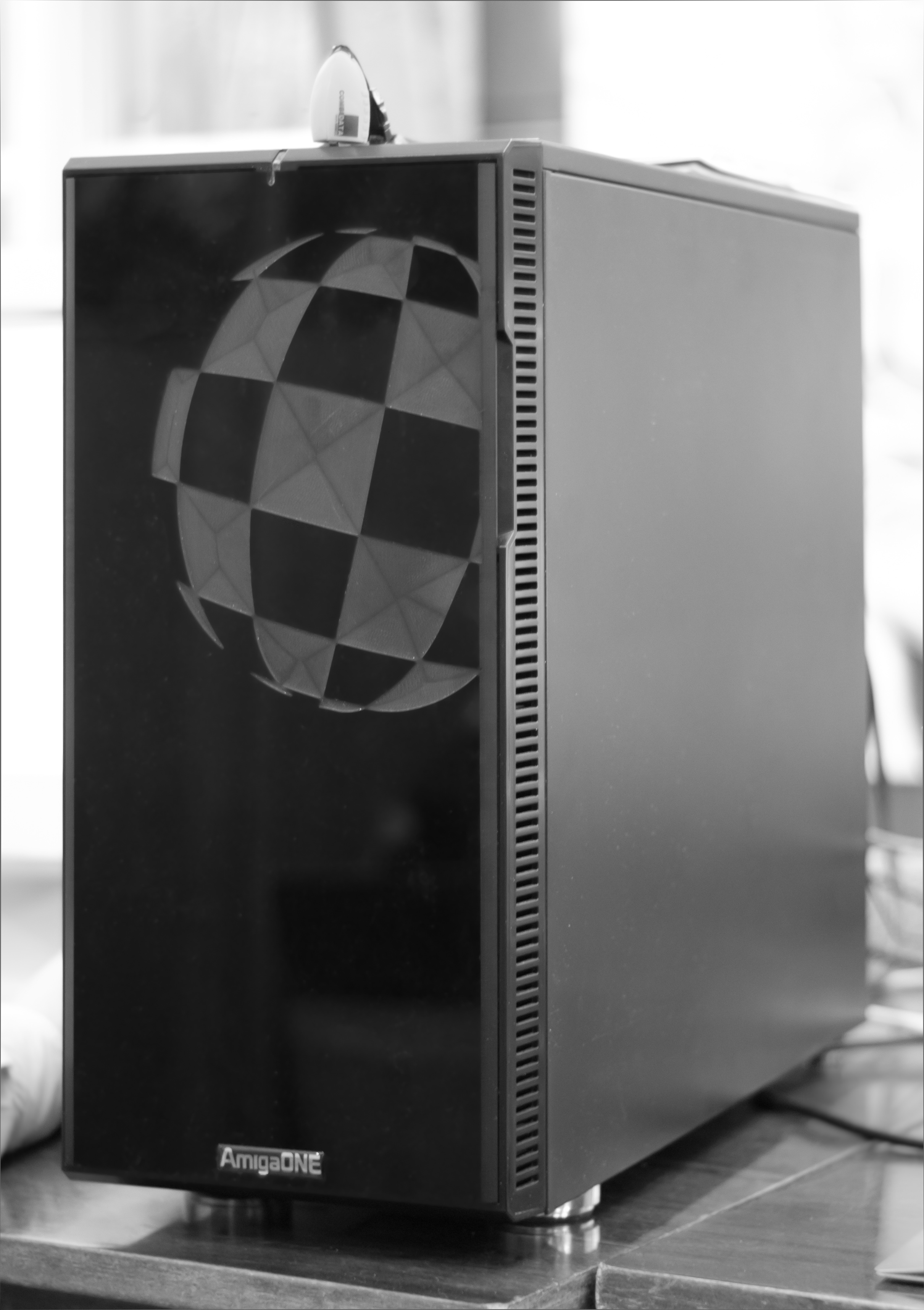
AmigaOne X1000

- 2002 lanserade Eyetech moderkortet AmigaOne. Dock var inte mjukvaran AmigaOS 4 ännu färdig, så den levererades med diverse Linuxdistributioner.

- 2004 började moderkortet AmigaOne levereras med en utvecklingsversion av AmigaOS 4 (AmigaOS 3.9).

- 2005 slutade Eyetech försäljningen av AmigaOne-moderkort.

- 2006 lanserade Hyperion AmigaOS 4.0. Då fanns dock ingen hårdvara att köpa som stödjer det nya operativsystemet.

- 2007 Amiga Incorporated stämde Hyperion över rättigheterna till AmigaOS 4.0.[1]

- 2008 meddelade Acube att de tillsammans med Hyperion har släppt AmigaOS 4.1 för hårdvaran Sam440.[källa behövs] SAM440 blir den första hårdvaran som stödjer AmigaOS 4.x sedan AmigaOne/Micro-A1 slutade säljas 2005.

- 2009 meddelade Hyperion att de hade, genom ett avtal med Amiga Incorporated, fått alla rättigheter till AmigaOS. Rättigheterna gäller OS3.1, 4.0, 4.1 och det framtida 5.0. I avtalet står att Hyperion har rätt att använda, modifiera, utveckla och nyttja operativsystemet för kommersiellt bruk. Notera att avtalet gäller AmigaOS. Varumärket "Amiga" tillhör fortfarande Amiga Inc.

- 2010 vid årsskiftet meddelade det nystartade företaget A-EON att det har för avsikt att bygga en AmigaOS-kompatibel hårdvara vid namn AmigaOne x1000. AmigaOne x1000 skall ha PA6T-processor och även ett "custom" chip, xmos.

## Amiga-modeller
Lista över officiella Amiga-modeller sorterade i kronologisk ordning efter tidpunkt för lansering.
- Amiga 1000 (1985)
- Amiga 2000 (1987)
- Amiga 500 (1987)
- Amiga 2500
- Amiga 1500
- Amiga 3000
- Amiga 3000T °
- CDTV
- Amiga 500+ (1991/1992)
- Amiga 600
- Amiga 4000
- Amiga 1200
- Amiga CD32
- Amiga 4000T °

° T = Tower